# چاه حیدر (میناب)
چاه حیدر، روستایی در دهستان سرنی بخش سرنی شهرستان میناب در استان هرمزگان ایران است.

## جمعیت
بر پایه سرشماری عمومی نفوس و مسکن در سال ۱۳۹۵، جمعیت این روستا برابر با ۱۹۵ نفر (۵۸ خانوار) بوده‌است.